# Lien Huyghebaert
Pour l’article homonyme, voir Huyghebaert.
Lien Huyghebaert (née le 31 août 1982) est une athlète belge spécialiste du 100 mètres.

## Biographie
Huyghebaert participe aux Jeux olympiques d'été de 2004 à Athènes et finie sixième au 4 x 100 mètres avec ses coéquipières Katleen De Caluwé, Élodie Ouédraogo et Kim Gevaert. Cette équipe établie le record national avec un temps de 43,08 secondes.
Son meilleur temps personnel est de 11,49 secondes réalisés en juillet 2004 à Bruxelles.